# Clusia venusta
Clusia venusta är en tvåhjärtbladig växtart som beskrevs av Elbert Luther Little. Clusia venusta ingår i släktet Clusia och familjen Clusiaceae. Inga underarter finns listade i Catalogue of Life.